# Esperimento di Cavendish
L'esperimento di Cavendish, eseguito negli anni 1797-1798 dallo scienziato britannico Henry Cavendish, è stato il primo esperimento volto a misurare la forza di gravità in laboratorio e il primo a ottenere valori accurati della costante gravitazionale.
A causa delle convenzioni sulle unità di misura in uso al tempo, la costante gravitazionale non figurò in modo esplicito nel lavoro di Cavendish, ma il risultato venne invece espresso come gravità specifica della Terra, o, in modo equivalente, come massa della Terra; da qui i primi valori accurati per queste costanti geofisiche. 
L'esperimento era stato escogitato poco tempo prima del 1783 dal geologo John Michell, che a tal scopo aveva costruito una bilancia di torsione. Tuttavia Michell morì nel 1793 senza aver completato il lavoro e dopo la sua morte l'apparecchio passò a Francis John Hyde Wollaston, e poi a Henry Cavendish. Quest'ultimo ricostruì l'apparato, attenendosi al piano originale di Michell. Con questa apparecchiatura Cavendish effettuò una serie di misurazioni e ne riferì i risultati nel Philosophical transactions of the Royal Society nel 1798.

## Esperimento

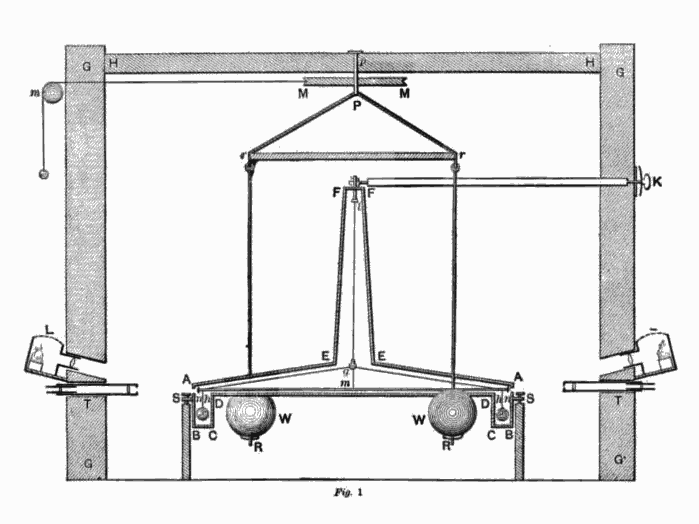
Sezione verticale della bilancia di torsione di Cavendish all'interno della costruzione in cui era collocata. Le sfere grandi erano appese ad un telaio, così da poter essere posizionate accanto alle sfere piccole dall'esterno tramite una puleggia. Figura 1 degli scritti di Cavendish.

L'apparecchio costruito da Cavendish prevedeva una bilancia di torsione fatta di un'asta di legno lunga 1,8 m tenuta sospesa da un filo, con due sfere di piombo (diametro 51 mm, massa 0,73 kg) attaccate a ogni estremità. Due sfere di piombo (diametro 300 mm, massa 158 kg) erano situate vicino a quelle più piccole, a circa 23 cm di distanza, ed erano tenute in posizione da un sistema di sospensione indipendente.  L'esperimento misurò la debole attrazione gravitazionale tra le sfere piccole e quelle più grandi.
Le due sfere grandi erano posizionate sui lati opposti del braccio orizzontale di legno della bilancia. La mutua attrazione con le sfere piccole faceva ruotare il braccio, causando la torsione del filo che lo sosteneva. Il braccio cessava di ruotare dopo aver raggiunto un angolo per cui la forza di torsione del filo era bilanciata dalla forza gravitazionale combinata di attrazione tra le sfere grandi e quelle piccole. Misurando l'angolo dell'asta e conoscendo la forza di torsione (il momento meccanico) del filo per un dato angolo, Cavendish fu in grado di determinare la forza tra le coppie di masse. Poiché la forza gravitazionale della Terra sulla sfera piccola può essere misurata direttamente pesandola, il rapporto tra le due forze permetteva di calcolare la densità della Terra utilizzando la legge di gravitazione universale.

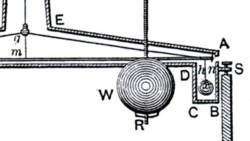
Particolare che mostra il braccio della bilancia di torsione (m), la sfera grande (W), quella piccola (x) e la scatola di isolamento (ABCDE).

Cavendish trovò che la densità della Terra era 5,448±0,033 - volte quella dell'acqua (a causa di un semplice errore di aritmetica, scoperto nel 1821 da F. Baily, nel suo articolo appare il valore errato di 5,48 ± 0,038).
Per trovare il coefficiente di torsione del filo (il momento meccanico esercitato dal filo per un dato angolo di torsione), Cavendish cronometrò il periodo di oscillazione naturale dell'asta della bilancia mentre ruotava lentamente in senso orario ed antiorario contro la torsione del filo. Il coefficiente di torsione poteva essere calcolato dal periodo (20 minuti circa), dalla massa e dalle dimensioni della bilancia. Cavendish doveva misurare l'angolo di deviazione dell'asta mentre oscillava, in quanto essa non era mai a riposo.
L'apparecchiatura di Cavendish si dimostrò notevolmente sensibile per l'epoca.  La forza in gioco nella bilancia di torsione era molto piccola, 1,74×10−7 N, 1/50000000 -circa del peso delle sfere piccole o approssimativamente il peso di un grosso granello di sabbia.  Per evitare che correnti d'aria e variazioni di temperatura potessero interferire con le misurazioni, Cavendish aveva collocato l'intera apparecchiatura in una scatola di legno di 0,61 m circa di spessore, 3,0 m di altezza e 3,0 m di larghezza, il tutto in un capanno chiuso all'interno della sua proprietà. Attraverso due fori nelle pareti del capanno, Cavendish utilizzava un telescopio per osservare il movimento (di circa 4 mm) dell'asta orizzontale della bilancia. Cavendish era in grado di misurare questa piccola deflessione con una precisione migliore di un centesimo di pollice (254 µm) usando un nonio sulle estremità dell'asta.
La precisione di Cavendish non fu superata se non fino all'esperimento di C.V. Boys nel 1895. Col tempo, la bilancia di torsione di Michell è diventata la tecnica principale per misurare la costante gravitazionale (G) , e molte misurazioni contemporanee utilizzano ancora sue varianti.

## Dibattito sulla prima misurazione diG
La formulazione della gravità newtoniana in termini della costante gravitazionale è diventata lo standard molto dopo Cavendish. Di fatto, uno dei primi riferimenti a G è nel 1873, 75 anni dopo i lavori di Cavendish.
Cavendish formulò il suo risultato in termini della densità della Terra; si è riferito al suo esperimento come "la pesata del mondo". Autori successivi hanno riformulato i suoi risultato in termini moderni.
{\displaystyle G=g{\frac {R_{\text{Terra}}^{2}}{M_{\text{Terra}}}}={\frac {3g}{4\pi R_{\text{Terra}}\rho _{\text{Terra}}}}=6,74\cdot 10^{-11}{\text{ m}}^{3}{\text{ kg}}^{-1}{\text{ s}}^{-2}}
Il risultato sopra è dato dal valore trovato da Cavendish per la densità della Terra, 5,448 g/cm³ . Questo valore differisce di solo 1% dal valore CODATA del 2014 di
{\displaystyle G=6,67408\cdot 10^{-11}{\text{ m}}^{3}{\text{ kg}}^{-1}{\text{ s}}^{-2}}
Per questa ragione gli storici della scienza non attribuiscono a Cavendish la prima misurazione della costante gravitazionale.
I fisici spesso usano unità con le quali la costante gravitazionale acquisisce un'altra forma. La costante gravitazionale di Gauss usata in astronomia è una costante definita e l'esperimento di Cavendish può essere considerato come una misurazione di questa costante. All'epoca di Cavendish, i fisici usavano le stesse unità per massa e peso, di fatto considerando g come una accelerazione normale. Quindi, da quando si conosce il raggio della Terra, la densità ha fatto la parte di una costante gravitazionale inversa. La densità della Terra era perciò una quantità molto ricercata, e ci sono stati molti tentativi precedenti per misurarla, tra cui l'esperimento dello Schiehallion nel 1774. 
Per queste ragioni, i fisici generalmente tendono ad attribuire a Cavendish la prima misurazione della costante gravitazionale.

## Determinazione diGe della massa della Terra
Per le definizioni dei termini, vedere il disegno sotto e la tabella alla fine di questa sezione.
Il seguente non è il metodo utilizzato da Cavendish, ma mostra come un moderno fisico ricaverebbe il risultato dall'esperimento.  Dalla legge di Hooke, il momento sul filo di torsione è proporzionale all'angolo di deviazione della bilancia. Il momento è {\textstyle \kappa \theta } dove  {\textstyle \kappa } è il coefficiente di torsione del filo. Tuttavia, il momento può anche essere scritto come prodotto delle forze di attrazione tra le sfere e la distanza dal filo di sospensione. Poiché ci sono due coppie di sfere, ciascuna sottoposta una forza F ad una distanza L / 2 dall'asse della bilancia, il momento è LF. Uguagliando le due formule per il momento meccanico, si ottiene:
{\displaystyle \kappa \theta \ =LF\,}
Per F, la legge di gravitazione universale è usata per esprimere la forza di attrazione tra le sfere grandi e quelle piccole:
{\displaystyle F={\frac {GmM}{r^{2}}}\,}

Schema della bilancia di torsione

Sostituendo F nella prima equazione sopra, si ha
{\displaystyle \kappa \theta \ =L{\frac {GmM}{r^{2}}}\qquad \qquad \qquad (1)\,}
Per trovare il coefficiente di torsione ({\displaystyle \kappa \,}) del filo, Cavendish misurò il periodo di oscillazione risonante naturale T della bilancia di torsione:
{\displaystyle T=2\pi {\sqrt {\frac {I}{\kappa }}}}
Trascurando la massa dell'asta di torsione stessa, il momento di inerzia della bilancia è dovuto solo alle sfere piccole:
{\displaystyle I=m\left({\frac {L}{2}}\right)^{2}+m\left({\frac {L}{2}}\right)^{2}=2m\left({\frac {L}{2}}\right)^{2}={\frac {mL^{2}}{2}}},
e così:
{\displaystyle T=2\pi {\sqrt {\frac {mL^{2}}{2\kappa }}}\,}
Risolvendo questo per {\displaystyle \kappa }, sostituendo nella (1), e riordinando per G, il risultato è:
{\displaystyle G={\frac {2\pi ^{2}Lr^{2}}{MT^{2}}}\theta \,}
Una volta che G è stato trovato, l'attrazione di un oggetto sulla superficie della Terra verso la Terra stessa può essere utilizzata per calcolare alternativamente l'accelerazione di gravità sulla superficie della Terra, la massa della Terra e la sua densità:
{\displaystyle g=G{\frac {M_{\text{Terra}}}{R_{\text{Terra}}^{2}}}}
{\displaystyle M_{\text{Terra}}={\frac {gR_{\text{Terra}}^{2}}{G}}}
{\displaystyle \rho _{\text{Terra}}={\frac {M_{\text{Terra}}}{4\pi R_{\text{Terra}}^{3}/3}}={\frac {3g}{4\pi R_{\text{Terra}}G}}}
| Simbolo                              | Unità di misura                                                 | Definizione                                                                     |
| {\displaystyle \theta \,}            | {\displaystyle {\mbox{rad}}\,}                                  | Deviazione dell'asta della bilancia di torsione dalla posizione di riposo       |
| {\displaystyle F\,}                  | {\displaystyle {\mbox{N}}\,}                                    | Forza gravitazionale tra le masse M ed m                                        |
| {\displaystyle G\,}                  | {\displaystyle {\mbox{m}}^{3}{\mbox{kg}}^{-1}{\mbox{s}}^{-2}\,} | Costante Gravitazionale                                                         |
| {\displaystyle m\,}                  | {\displaystyle {\mbox{kg}}\,}                                   | Massa della sfera di piombo piccola                                             |
| {\displaystyle M\,}                  | {\displaystyle {\mbox{kg}}\,}                                   | Massa della sfera di piombo grande                                              |
| {\displaystyle r\,}                  | {\displaystyle {\mbox{m}}\,}                                    | Distanza tra i centri delle sfere grandi e piccole quando l'asta viene deviata  |
| {\displaystyle L\,}                  | {\displaystyle {\mbox{m}}\,}                                    | Lunghezza dell'asta della bilancia di torsione tra i centri delle sfere piccole |
| {\displaystyle \kappa \,}            | {\displaystyle {\mbox{N}}\,{\mbox{m}}\,{\mbox{rad}}^{-1}\,}     | Coefficiente di torsione del filo di sospensione                                |
| {\displaystyle I\,}                  | {\displaystyle {\mbox{kg}}\,{\mbox{m}}^{2}\,}                   | Momento d'inerzia dell'asta della bilancia di torsione                          |
| {\displaystyle T\,}                  | {\displaystyle {\mbox{s}}\,}                                    | Periodo di oscillazione della bilancia di torsione                              |
| {\displaystyle g\,}                  | {\displaystyle {\mbox{m}}\,{\mbox{s}}^{-2}\,}                   | Accelerazione di gravità sulla superficie della Terra                           |
| {\displaystyle M_{\text{Terra}}}     | {\displaystyle {\mbox{kg}}\,}                                   | Massa della Terra                                                               |
| {\displaystyle R_{\text{Terra}}}     | {\displaystyle {\mbox{m}}\,}                                    | Raggio della Terra                                                              |
| {\displaystyle \rho _{\text{Terra}}} | {\displaystyle {\mbox{kg}}\,{\mbox{m}}^{-3}\,}                  | Densità della Terra                                                             |